# Alter Tiefer Fürstenstolln

Verlauf des Alten Tiefen Fürstenstollns und zugehöriger Nebenflügel

Der Alte Tiefe Fürstenstolln, alt: Hauptstolln, ist ein in der Längserstreckung über 10 km und mit Fortsetzungen und Nebenflügeln über 80 km 1 langes Stollnsystem im Freiberger Revier in Sachsen. Der 1384 erstmals urkundlich erwähnte Stolln war über fünf Jahrhunderte der am tiefsten gelegene und für die Wasserhaltung des Freiberger Reviers bedeutendste Erbstolln. Er entwässert in den Roten Graben bzw. in die Freiberger Mulde.
Der hierdurch ermöglichte Bergbau auf dem Hauptstollngang Stehenden ist als Teil der „Montanlandschaft Freiberg“ eine ausgewählte Stätte des UNESCO-Welterbes „Montanregion Erzgebirge“.

## Lage und Verlauf
Das Stollnsystem erstreckt sich etwa in Nord-Süd-Richtung über die Gemarkungen Tuttendorf, Freiberg, Zug, Brand, Erbisdorf und St. Michaelis. Hierbei folgt er dem bedeutenden Gangzug des Hauptstollngang Stehenden und seinen südlichen Fortsetzungen.  Über Nebenflügel fährt er weitere Gruben an.
Das älteste Mundloch befindet sich oberhalb des Roten Grabens im Tal der Freiberger Mulde, etwa 500 m westlich des Halsbrücker Ortsteils Tuttendorf. Von hier aus verläuft der Stolln zuerst Richtung SSW auf dem Hauptstollngang Stehender. Noch heute ist dieser teilweise mittelalterliche Bergbau oberflächig an einem Haldenzug und dem „Weg auf dem Hauptstollngang“ erkennbar. Hier bauten vom Muldental aus gesehen u. a. der Birkenschacht, der Korbschacht, Erasmus, Reiche Zeche, Hoffnung Gottes und, schon im heutigen Stadtgebiet gelegen, Löfflerschacht und Reicher Trost Schacht. Dort teilt er sich in zwei Hauptflügel auf. Ein Flügel verläuft weiter in Richtung SSW bis zum Himmelsfürster Grubenrevier und dann nach Südost bis Vereinigt Feld in Erbisdorf. Der andere Flügel verläuft zuerst etwa 1,2 km Richtung Südost auf verschiedenen Spatgängen und folgt dann über etwa fast 6 km einem weiteren bedeutenden Erzgang, dem Hohe Birke Stehenden, der wieder Richtung SSW streicht. Im Gebiet von Erbisdorf wurden über Nebenflügel weitere Schächte angefahren.
Später wurden im Muldental an dem Südost verlaufenden Teilstück noch weitere Entlastungsstollen angelegt, mit denen das Wasser in die Freiberger Mulde abgeschlagen werden konnte.

## Zugehörige Objekte

### Stolln
Mit dem Alten Tiefen Fürstenstolln werden eine Anzahl weiterer Stolln und Nebenörter zusammengefasst, die diese Sohle entwässern:
- Alter Tiefer Fürstenstolln: vor 1384
- Tiefer Fürstenstolln in Emanuel, auch Roter Stolln, später einfach Tiefer Fürstenstolln: um 1580/1590 angelegt, SSW auf dem Hohe Birke Stehenden, 5,9 km lang
- Kurfürst Johann Georg Stolln: ab 1612, Höhe: 362 m ü. NN, Flügel des Tiefen Fürstenstolln in Emanuel, Haupttrakt 4,0 km, Nebenflügel 7,8 km
- Neuer Tiefer Fürstenstolln: um 1720, Höhe: 330 m ü. NN, Fortsetzung des Alten Tiefen Fürstenstollns ab Reicher Trost bis Michaelis, etwa 2,5 km
- Moritzstolln: ab 1791, 337 bis 360 m ü. NN, Fortsetzung des Neuen Tiefen Fürstenstollns und teilweise unter dem Kurfürst Johann Georg Stolln verlaufend, Haupttrakt 6,4 km, Nebenflügel 19,1 km
- Thurmhofer Hilfsstolln: Bauzeit 1752–1773, Höhe: 325,75–333 m ü. NN, 4,4 km, Entlastungsstolln im Gebiet der Himmelfahrt-Fundgrube
- Hauptstollnumbruch: 1822–1850, 3,5 km, parallel zum Alten Tiefen Fürstenstolln

### Mundlöcher
Das Stollnsystem besitzt drei Mundlöcher, die alle im Norden und in relativ kurzem Abstand im Tal der Freiberger Mulde liegen:

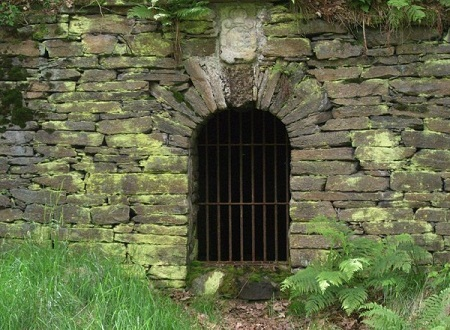
Mundloch des Alten Tiefen Fürstenstollns

- ⊙ Das Mundloch des Alten Tiefen Fürstenstollns liegt auf 321,3 m ü. NN. Es stammt spätestens aus dem 18. Jahrhundert. Der Korbbogen wurde aus Gneis gemauert und als Schlussstein ein Sandsteinblock eingefügt, der in Reliefform das sächsische Wappen zeigt. Das Mundloch wurde auch „Nullpunktgrotte“ genannt, da hier in einem 1850/1852 gefertigten, 5,91 m großen Revierprofilriß aufgrund der zentralen Lage und Bedeutung des Stollns der Nullpunkt für das Freiberger Revier verortet wurde.[3] Vor 1613 lag das Mundloch noch tiefer auf 314,9 m ü. NN direkt an der Freiberger Mulde, wurde aber im Zuge der Anlage des Roten Grabens hochgelegt.

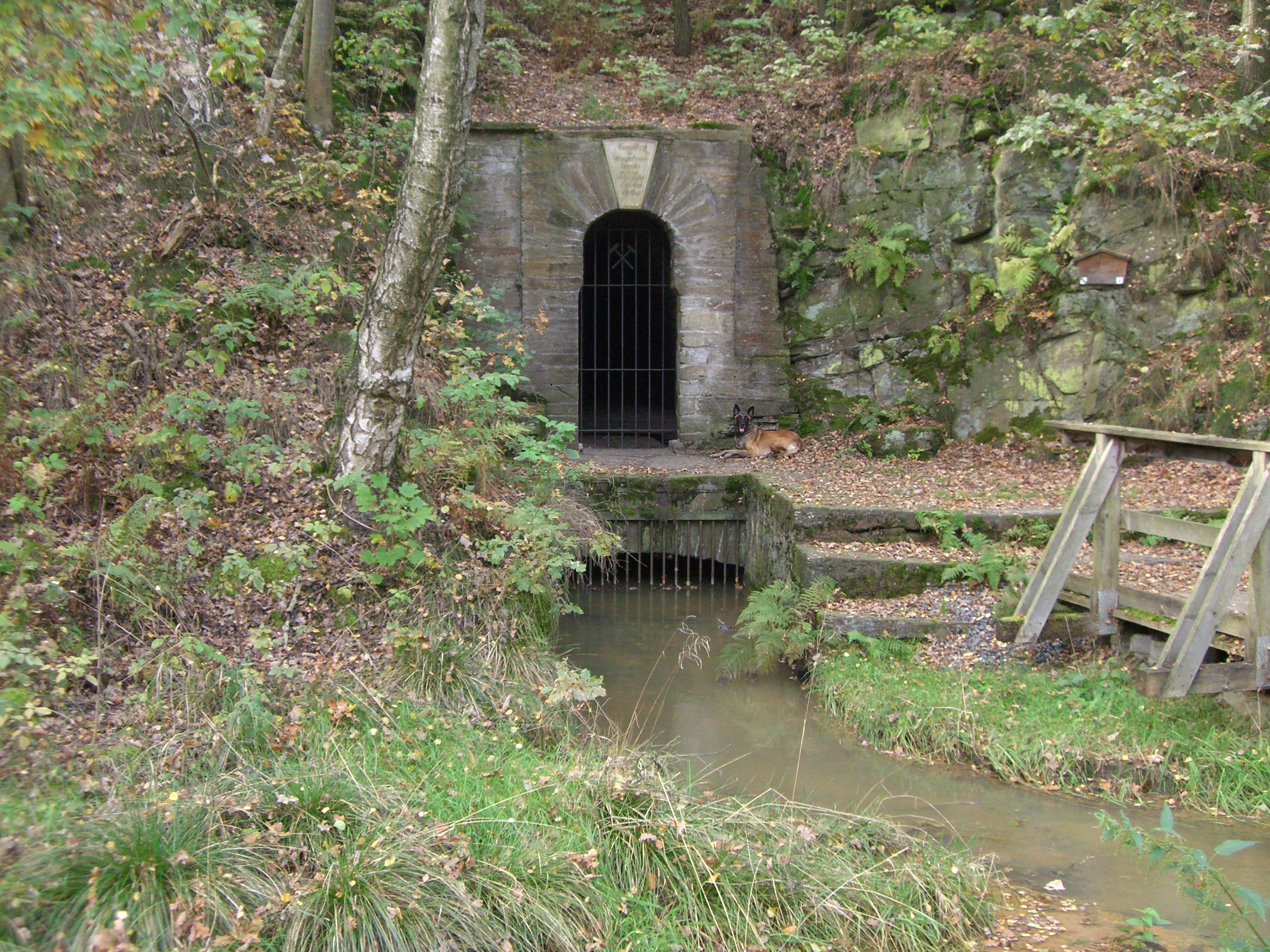
Mundloch des Hauptstollnumbruchs

- ⊙ Das Mundloch des Hauptstollnumbruchs liegt etwa 40 m östlich vom vorigen auf 321,2 m ü. NN. In dem ungewöhnlichen Bauwerk tritt links unten die Wassersaige in einem Stichbogengewölbe zu Tage, während man rechts über drei Stufen zum darüber liegenden, eigentlichen Mundloch gelangt. Der hohe Korbbogen ist wieder aus Gneis gemauert und als Lisene abgesetzt. Da das Wasser auf der gesamten Breite floss, war im Innern eine Bühne aus Querhölzern eingebaut, damit man den Stolln befahren konnte.[4] Das Mundloch wurde 2003 saniert, da man die Grubenwetter zur Kühlung des auf dem Gang stehenden Kreiskrankenhauses nutzen wollte.[5]
- ⊙ Das Mundloch des Thurmhofer Hilfsstollns liegt unterhalb vom Davidschacht auf 323,6 m ü. NN.

### Huthäuser

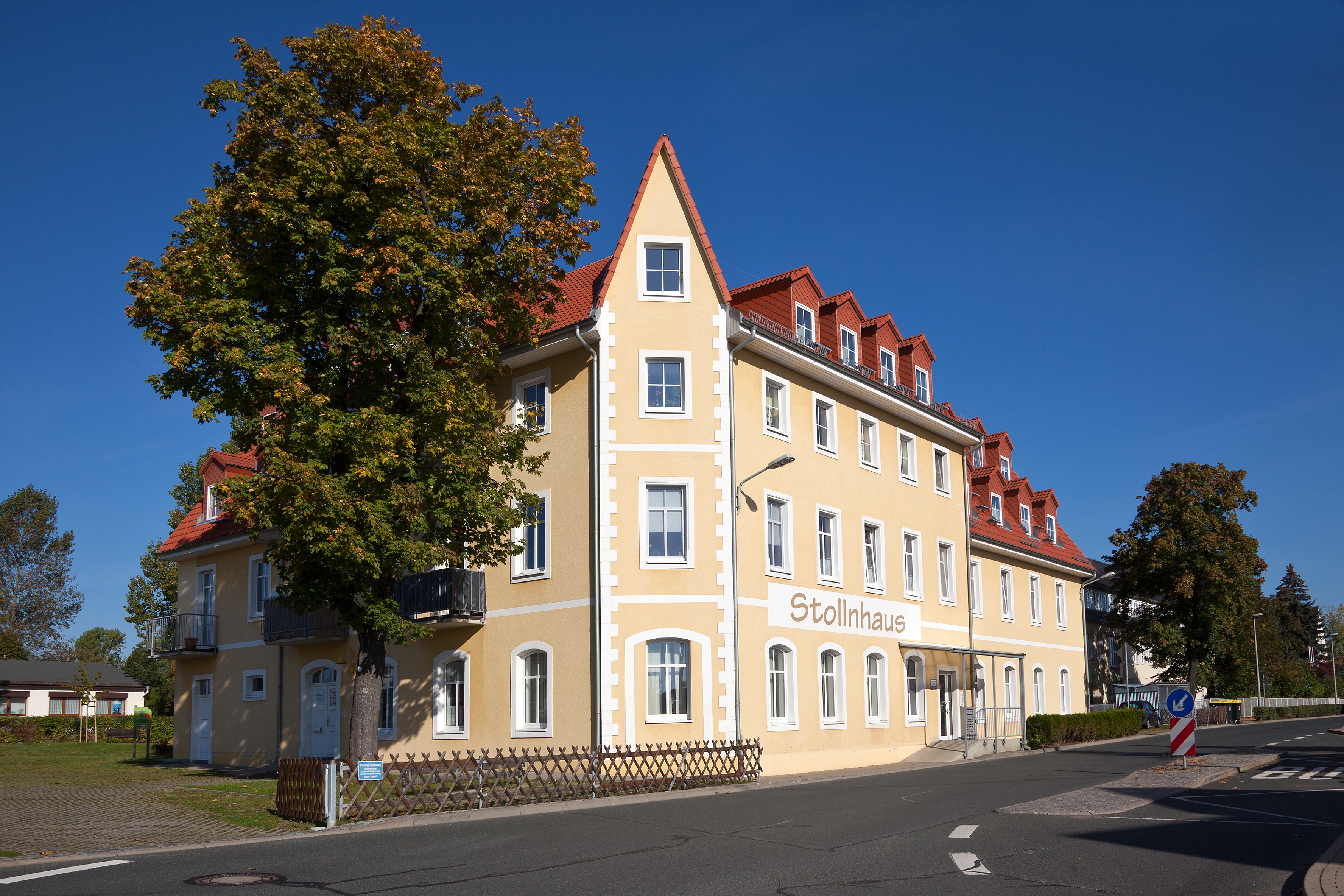
Das Huthaus des Tiefen Fürstenstollns in Emanuel in Zug

- ⊙ Das Huthaus des Kurfürst Johann Georg Stollns wurde zwischen 1705 und 1725 erbaut. Das breite, eingeschossige Huthaus hat eine Grundfläche von 17 × 9,60 m bei einer Erdgeschosshöhe von nur 2,25 m. Hierauf sitzt ein hohes, steiles, Schiefer-gedecktes Satteldach.[6] Das Gebäude und der rückwärtige Anbau stehen unter Denkmalschutz.[7]

- ⊙ Das Huthaus des Tiefen Fürstenstollns in Emanuel (auch Rotes Stollnhaus, Altes Stollnhaus) wurde zwischen 1690 und 1710 erbaut. Das zweigeschossige Bauwerk hat eine Grundfläche von 15,8 × 9 m und eine Geschosshöhe von 2,1–2,8 m. Die größere Höhe des Obergeschosses sowie die mit 45° geringe Neigung des Satteldachs sprechen für einen nachträglichen Aufbau.[8]  Zusammen mit der benachbarten Bergschmiede steht es unter Denkmalschutz.[7]
- ⊙ Das 1635 erstmals erwähnte Stadtstollnhaus stand am Eingang der Stollngasse am Helmertplatz. Hier war über den Reichtroster Tagschacht der einzige innerstädtische Zugang zum Alten Tiefen Fürstenstolln. Nach dessen Abwerfen durch den Bau des Hauptstollnumbruchs wurde der Schacht seit 1851 als Königliche Schrotfabrik genutzt, indem man flüssiges Blei in den etwa 61,4 m tiefen Schacht goss.[9] Das Stadtstollnhaus wurde 1872 abgerissen.
- ⊙ Das Huthaus des Neuen Tiefen Fürstenstollns stand östlich der Brander Straße.[10] Es wird als „niedriges Häuschen mit Mansardenwohnung und Schindeldach“ sowie Nebengebäuden beschrieben.[11] Später wurde es an die Eisenbahn verkauft und bei der Erweiterung des Bahnhofs in Anspruch genommen.[12]

## Geschichte

### Anfänge
Die erste urkundliche Erwähnung datiert vom 11. Februar 1384, als der spätere „Fürstenstolln“ von den wettinischen Fürsten und Markgrafen Balthasar und Wilhelm der Einäugige sowie den damals noch unter Vormundschaft der Mutter stehenden Brüdern Friedrich der Streitbare, Wilhelm der Reiche und Georg für 1100 Schock Freiberger Groschen erworben wurde. Die Fürsten hatten in der Chemnitzer Teilung zwar das Land unter sich aufgeteilt, wollten aber den Freiberger Bergbau weiterhin gemeinsam betreiben. So wurde der Stolln von ihnen und den Nachfolgern dem Revier unentgeltlich zur Verfügung gestellt. Wann der Stolln gemutet wurde, ist dagegen unbekannt. Bereits damals war er Erbstolln der heute so genannten „Alten Reichen Zeche“. Auf diesem Gang wurden 1168 die ersten Silberfunde gemacht.
Ursprünglich war der Alte Fürstenstolln mit einem starken Ansteigen getrieben worden, so dass er bald nicht mehr den Erfordernissen genügte. 2 Um 1540 versuchte man deshalb unter Simon Bogner zuerst durch Nachreißen und später durch Anlage einer tieferen Stollnsohle, dem Tiefen Fürstenstolln, eine größere Teufe zu erreichen. Die Stelle, wo sich beide Stolln voneinander trennen, liegt im Bereich der Grube Erasmus, etwa 1 km hinter dem Mundloch. Zuerst wurde bei den Befahrungen noch der Alte Fürstenstolln (über dem Gesprenge) vom Tiefen Fürstenstolln (unter dem Gesprenge) unterschieden, aber bereits im 16. Jahrhundert kam die Formulierung Alter und Tiefer Fürstenstolln auf. Später gab man die Unterscheidung gänzlich auf und nannte ihn vereinfachend Alter Tiefer Fürstenstolln.

### Ausbau im 16.–18. Jahrhundert
Während das eine Stollnort auf dem Hauptstollngang lange Zeit kurz hinter Freiberg anstand, wurde das andere bei Reicher Trost zuerst auf Spatgängen über die Grube Methusalem etwa 1 km nach Südosten getrieben und kam 1567 bei den Peterschächten ein. Hier auf dem Hohebirkner Stehenden wurde er als Tiefer Fürstenstolln in Emanuel zügig auf dem SSW streichenden Gang vorangetrieben: 1605 erreichte man die Hohebirkner Fundgrube, 1630 deren obere (südliche) 7. und 8. Maaß und 1647 die Zscherper Fundgrube.
Bereits 1612 war der Freiberger Oberbergmeister Martin Weigel mit dem Kurfürst Johann Georg Stolln beliehen worden, der, bei Hohebirke Fundgrube vom Tiefen Fürstenstolln in Emanuel nach Westen abgehend und sich schließlich nach Süden wendend, u. a. die Gruben Beschert Glück und Herzog August sowie nach Südosten Mordgrube, Einigkeit und Drei Eichen erschloss.
Ab 1693 wurde nun auch der westliche Flügel durch den Neuen Tiefen Fürstenstolln auf Kosten des Fiskus vorangetrieben.

### Maßnahmen zur Entlastung des Hauptstollns
Immer dringender wurde eine Entlastung des Stollnsystems. Bereits Simon Bogner äußerte im 16. Jahrhundert die Befürchtung, dass der Stolln die Last bald nicht mehr tragen könnte. Auch im 17. Jahrhundert wurden immer wieder Vorschläge geäußert, aber außer einem Nachreißen der Firste und einer Vergrößerung der Wassersaige auf 14,5 Ellen (etwa 8,2 m) in der Nähe vom Mundloch passierte nichts. Im 18. Jahrhundert wuchs immer mehr die Erkenntnis, dass bei einem Stollnbruch auf dem Alten Tiefen Fürstenstolln praktisch der gesamte Freiberger Bergbau für lange Zeit zum Erliegen kommen würde. Erste Versuche, dem Stolln zu Hilfe zu kommen, scheiterten jedoch aus verschiedenen Gründen.
Deshalb wurde 1752 unter Leitung von Carl Eugenius Pabst von Ohain mit dem Thurmhofer Hilfsstolln begonnen, nachdem man bereits 10 Jahre vorher erste Anstrengungen unternommen hatte. Eine Besonderheit dieses Projektes bestand darin, dass man nicht einfach einen neuen Stollen vortrieb, sondern existierende Stollen, die bisher unabhängig voneinander waren, miteinander verband. Teilweise wurden alte Stollen aufgewältigt bzw. das Gesprenge der älteren Stollen verringert. Bei der Auffahrung zufällig angetroffene, unbekannte Stollen wurden bei Eignung mit einbezogen. Andererseits wurde längere Strecken aufgewältigt oder vorgetrieben und dann doch wieder liegengelassen. All das deutet darauf hin, dass ein genauerer Plan über den Fortschritt nicht vorlag. Im Quartal Luciae 1771 wurde man bei Thurmhof untere 6. Maaß etwa 3 m unterhalb des Tragwerks des Alten Tiefen Fürstenstollns durchschlägig. Neben der verbesserten Wasserhaltung der südlich gelegenen, bereits bedeutenden Gruben wurden hiermit auch die Grundlagen der Wasserhaltung der später bedeutenden Himmelfahrt samt Abraham Fundgrube gelegt. Neben dem Schutz der Berggebäude vor dem Absaufen schaffte dieser Stolln aber auch die Möglichkeit, den Alten Tiefen Fürstenstolln auszuschlämmen, ohne dass das gesamte Revier die Wasserkünste ruhen lassen musste. Bei diesen immer wieder notwendigen Einsätzen waren 400–500 Arbeiter notwendig, die von den Gruben gestellt werden mussten.
Um 1810 wurde auch noch das selbstständige Berggebäude Verträgliche Gesellschaft durchschlägig, das auf dem Kirschbaum Stehenden, einer Verlängerung des Hohebirkner Stehenden baute. Damit standen nun drei Mundlöcher zur Verfügung, über die das Wasser in den Roten Graben abgeschlagen werden konnte.
Das letzte, größere Projekt zur Entlastung war der zwischen 1822 und 1850 angelegte Hauptstolln-Umbruch. Dieser Umbruch war notwendig geworden, da der Hauptstolln zusammen mit den zahlreichen Abbauen im seiger fallenden Erzgang angelegt war. Um die tiefer gelegenen Baue nicht zu gefährden, musste das abfließende Wasser streckenweise über hölzerne Gerinne geführt werden. Versickertes Wasser musste mühsam wieder gehoben werden. Überdies bestand für die am Hauptstolln und deren Verlängerungen angebundenen Gruben immer noch die Gefahr des Absaufens, da man über den Thurmhofer Hilfsstolln nur die östlich gelegenen Gruben entwässern konnte. Ab 1822 erfolgte die Auffahrung vom Muldental aus, zwischen 40 m und 60 m neben dem Gang im tauben Gestein. 1850 kam der Hauptstollnumbruch bei dem neu geteuften Richtschacht der Roten Grube 8 m unterhalb des alten Stollnniveaus ein. Dort konnte das zusätzliche Gefälle für den Einbau von je einem Kehr- und Kunstrad genutzt werden. Mit dem Umbruch konnte jedoch erst einmal nur ein 2,1 km langes Stück des Alten Tiefen Fürstenstolln abgeworfen werden, während das obere Stück wegen der vom Himmelfahrter Julius-Schacht herangeführten Wässer weiterhin unterhalten werden musste.

### Ausbau im 19. Jahrhundert
Aber auch in dieser Zeit wurde das bestehende Stollnsystem weiter ausgebaut. Eine Vorstellung vom Ausmaß der Anstrengungen vermitteln die Zahlen für das Jahr 1803, die allerdings teilweise auch den Thelersberger Stolln umfassen:
- Die Aufwendungen betrugen 41.836 Taler 10 gr. 5 pf.
- Der Vortrieb erfolgte an 44 Stollörtern und machte 431 2/16 Lachter aus, d. h. etwa 860 m. Beteiligt waren etwa 475 Personen, darunter 122 Doppelhäuer, 32 Lehrhäuer, 99 Knechte, 33 Maurer und 115 Zimmerer. Die Arbeiten wurden von 28 Steigern beaufsichtigt.
- 133 Schächte reichten bis auf die Stollnsohle, wovon 54 zur Erhaltung genutzt werden konnten.

Dem stand allerdings auch ein Nutzen gegenüber. So gab es auf dem Tiefen Fürstenstolln „31 Fundgrübner Baue“, die aus dem Silberverkauf 133.766 Taler erwirtschafteten.
Das letzte große Ausbauprojekt war der Moritzstolln. 1791 vereinbarten die Gewerken der bedeutenden Gruben Beschert Glück und Segen Gottes Herzog August die Erschließung größerer Teufen. Zu diesem Zweck sollte ein Stolln etwa 30 m unterhalb des Kurfürst Johann Georgen Stollns einkommen. Der Moritzstolln, der später für das gesamte südliche Revier eine große Bedeutung erlangte, wurde schließlich mit 50 % vom Fiskus gefördert. Nach 27 Jahren Bauzeit wurde aber am Drei-Brüder-Schacht nur ein Höhenunterschied von 16 m erreicht, so dass der ursprüngliche Plan, hier zwei Kunsträder übereinander einzuhängen, nur indirekt verwirklicht werden konnte. 1820 wurde dann auch Beschert Glück erreicht. Ein bedeutender Stollnort wurde gegen die Alte Mordgrube getrieben, wo er 1838 einkam. Gleichzeitig wurde der Hauptstolln über die Gruben Vergnügte Anweisung mit dem Hörnig-Schacht und Matthias (1850 zur Grube Einigkeit konsolidiert) bis in das Himmelsfürster Revier getrieben, wo er im Frankenschacht 76 m gegenüber dem Thelersberger Stolln einbrachte. Schließlich wurde der Stolln noch bis Vereinigt Feld hinter Erbisdorf getrieben.
Etwa zum Zeitpunkt der Fertigstellung trat das neue Gesetz über den Regalbergbau in Kraft. Die Stolln wurden vom Fiskus in das Eigentum des Reviers übergeben.

### Spätere Nutzungen
Mit der Inbetriebnahme des Rothschönberger Stollns im Jahr 1877 verlor das Stollnsystem teilweise seine Bedeutung. Für die Ableitung der von über Tage eindringenden Wässern ist es bis heute von Bedeutung.
Nach Einstellung des Bergbaus 1899/1913 wurde der Moritzstolln in das Kraftwerk des Drei-Brüder-Schacht einbezogen. Ein Überfall bildete die Obergrenze des 1,5 Millionen Kubikmeter großen unterirdischen Stausees, mit dem das auf dem Rothschönberger Stolln abfließende Wasser die Pelton-Turbinen antrieb.
Noch heute fließt über den Hauptstollnumbruch Wasser ab. Der Abfluss erreicht etwa 33 l/s.